# Ağaməmmədli
 (avril 2011).
Si vous disposez d'ouvrages ou d'articles de référence ou si vous connaissez des sites web de qualité traitant du thème abordé ici, merci de compléter l'article en donnant les références utiles à sa vérifiabilité et en les liant à la section « Notes et références ».
Ağaməmmədli est un village et une municipalité dans le raion d'Imishli en Azerbaïdjan.  Il comprend 1 060 habitants.